# Chytonix elegans
Chytonix elegans là một loài bướm đêm trong họ Noctuidae.